# Viborgs amt
Viborgs amt (danska: Viborg Amt) var ett amt på den norra delen av halvön Jylland i nordvästra Danmark. Amtet omfattade inledningsvis den inre delen av Nørrejylland och halvön Salling i Limfjorden. Utöver residensstaden Viborg, omfattade det även staden Skive. Efter 1970 omfattade det också landskapet Thy, en del av Hans härad och ön Mors. Städerna Nykøbing Mors och Thisted ingick då också i amtet.

## Administrativ historik
Viborgs amt bildades i samband med amtsreformen 1793 genom en sammanslagning av Halds och Skivehus amt samt delar av Dronningborgs amt (Houlbjergs och Sønderlyngs härader) och Silkeborgs amt (Lysgårds härad).
1821 fördes Hids härad (som även det tidigare hade tillhört Silkeborgs amt) över från Århus amt till Viborgs amt.
Efter kommunreformen 1970 fick amtet sin största utbredning , då större delen av Thisteds amt samt mindre delar av Ringkøbings amt gick upp i Viborgs amt. Samtidigt fördes mindre delar av det som tidigare varit Viborgs amt till Ringkjøbings amt respektive Århus amt.
Sedan januari 2007 ingår norra delen av amtet i Region Nordjylland medan de södra delarna ingår i Region Mittjylland.

Viborgs amtsvapen 1959-1977.

## Kommuner
Viborgs amt bestod mellan 1970 och 2006 av 17 kommuner:
| - Bjerringbro kommun - Fjends kommun - Hanstholm kommun - Hvorslevs kommun - Karups kommun - Kjellerups kommun - Morsø kommun - Møldrups kommun - Sallingsunds kommun | - Skive kommun - Spøttrups kommun - Sundsøre kommun - Sydthy kommun - Thisteds kommun - Tjele kommun - Viborgs kommun - Ålestrups kommun |

## Härader
Viborgs amt omfattade mellan 1821 och 1970 12 härader:

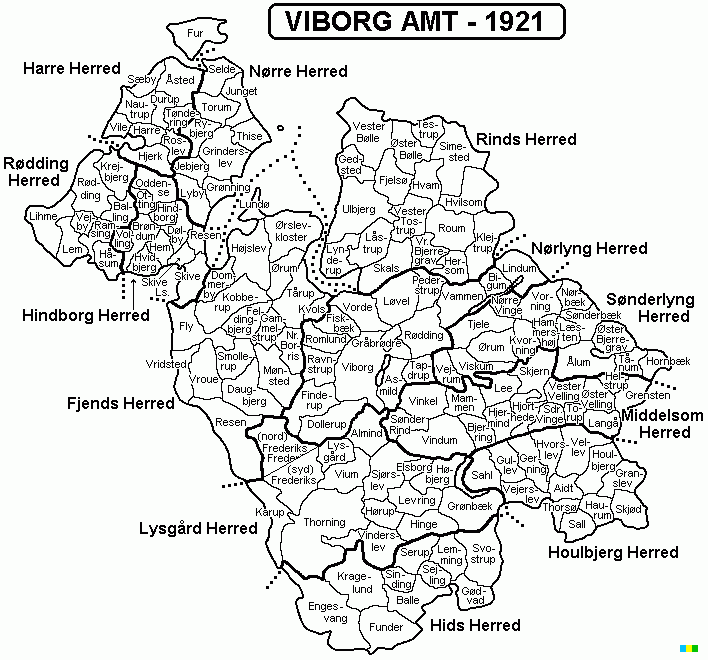
Karta över Viborgs amt med dess indelning i härader och socknar (före kommunreformen 1970).

- Fjends härad
- Harre härad
- Hids härad
- Hindborgs härad
- Houlbjergs härad
- Lysgårds härad
- Middelsoms härad
- Nørlyngs härad
- Nørre härad
- Rinds härad
- Røddings härad
- Sønderlyngs härad